# Tumaco
Tumaco là một khu tự quản thuộc tỉnh Nariño, Colombia. Thủ phủ của khu tự quản Tumaco đóng tại Tumaco Khu tự quản Tumaco có diện tích 760 ki lô mét vuông. Đến thời điểm ngày 28 tháng 5 năm 2005, khu tự quản Tumaco có dân số 115674 người.